# Provincia di San Antonio de Putina
La provincia di San Antonio de Putina è una delle 13 province della regione di Puno nel Perù.

## Capoluogo e data di fondazione
Il capoluogo è Putina.
È stata istituita nel 1821.
Sindaco (Alcalde): Alex Max Sullca Caceres (2007-2010)

## Superficie e popolazione
- 3207,38 km²
- 44 853 abitanti (2005)

## Provincie confinanti
Confina a nord con la provincia di Carabaya e con la provincia di Sandia; a sud con la provincia di Huancané; a est con la Bolivia; e a ovest con la provincia di Azángaro.

## Geografia antropica

### Suddivisioni amministrative
È divisa in 5 distretti:
- Ananea
- Pedro Vilca Apaza
- Putina
- Quilcapuncu
- Sina